# Teodor II (patriarcha Aleksandrii)
Teodor II, właśc. Nikolaos Choreftakis (ur. 25 listopada 1954 we wsi Kanlikastellion (obecnie Profitis Ilias) w okolicy Heraklionu na Krecie) – duchowny prawosławny, patriarcha Aleksandrii od 2004.

## Życiorys
W 1972 r. złożył wieczyste śluby mnisze. Następnie studiował teologię na Uniwersytecie w Salonikach. W 1975 r. przyjął święcenia diakońskie, a  23 kwietnia 1978 – kapłańskie. W latach 1975–1985 pełnił posługę w katedrze metropolii lambijskiej (w Autonomicznym Kościele Krety Patriarchatu Konstantynopolitańskiego). W 1985 r. otrzymał godność archimandryty. W tym samym roku przeszedł w jurysdykcję Patriarchatu Aleksandryjskiego; następnie wyjechał do Odessy na filialną placówkę przedstawicielstwa Patriarchatu przy Rosyjskim Kościele Prawosławnym.
W 1990 przyjął chirotonię biskupią i został przedstawicielem Patriarchatu Aleksandryjskiego w Atenach (z tytułem biskupa Cyreny). W 1997 r. pełnił funkcję kanclerza Patriarchatu. W tym samym roku został metropolitą Kamerunu, następnie (od 2002) był metropolitą Zimbabwe. W październiku 2004 został wybrany przez Sobór Aleksandryjskiej Cerkwi Prawosławnej na patriarchę Aleksandrii i całej Afryki, następcę zmarłego tragicznie miesiąc wcześniej Piotra VII. Intronizacja patriarchy Teodora odbyła się 24 października 2004 w katedrze patriarszej w Aleksandrii.
W 2013 otrzymał ukraiński Order Księcia Jarosława Mądrego I klasy.
W czerwcu 2016 r. przewodniczył delegacji Patriarchatu Aleksandryjskiego na Sobór Wszechprawosławny na Krecie.